# Рокфеллер, Эбби Олдрич
Эбби (Эбигейл) Олдрич Рокфеллер (англ. Abby Aldrich Rockefeller, полное имя Abigail Greene Aldrich Rockefeller; 26 октября 1874, Провиденс, Рой-Айленд, США — 5 апреля 1948, Нью-Йорк, Нью-Йорк, США) — американская светская львица и филантроп, являлась видным членом семьи Рокфеллеров благодаря браку с финансистом и филантропом Джоном Рокфеллером-младшим.

## Биография
Родилась 26 октября 1874 года в Провиденсе, штат Род-Айленд, и была четвёртым ребёнком сенатора Нельсона Олдрича и его жены Эбигейл Пирс Чепмен.
Бо́льшая часть её детства прошла между Провиденсом и Уорик-Неком, а также в Вашингтоне. Благодаря известности своего отца как конгрессмена, в раннем возрасте Эбигейл была представлена в высших политических кругах. Первыми её учителями были гувернантки-квакеры. С 1891 по 1893 год училась в школе мисс Эбботт для девушек в Провиденсе, где изучала английскую литературу, французскую и немецкую историю искусств, древнюю историю, а также гимнастику и танцы. В ноябре 1893 года она присутствовала на своей первой вечеринке, которая пробудила в ней любовь к светским мероприятиям на всю жизнь.
Летом 1894 года во время путешествия, организованного её отцом, девушка отплыла в Ливерпуль, начав путешествие по Европе, а затем и Азии. В Европе она посетила Англию, Бельгию, Нидерланды, Германию, Австрию, Швейцарию, Италию и Францию. Она побывала во многих художественных галереях, что впоследствии побудило её стать коллекционером произведений искусства. В конце 1894 года она познакомилась с Джоном Рокфеллером-младшим, единственным сыном Джона Рокфеллера-старшего. Они встречались до конца августа 1901 года, когда были помолвлены. Поженились 9 октября 1901 года на крупной светской свадьбе времён позолоченного века в летнем доме её отца Indian Oaks в Уорик-Неке.
Пара поселилась в Манхэттене на 13 and 15 West 54th Street, где они прожили по 1913 год, когда муж Эбби закончил строительство девятиэтажного особняка на 10 West 54th Street — крупнейшем в то время в Нью-Йорке. Здесь супруги прожили до 1938 года, после чего переехали в 40-комнатную трехуровневую квартиру на Парк-Авеню, 740. Они стали родителями шестерых детей: Эбби Рокфеллер Мозе, Джона Рокфеллера III, Нельсона Рокфеллера, Лоренса Рокфеллера, Уинтропа Рокфеллера и Дэвида Рокфеллера.
Эбби Рокфеллер перенесла сердечный приступ и умерла 5 апреля 1948 года в доме семьи Рокфеллеров на Парк-авеню 740 в Нью-Йорке. Она была кремирована, и прах развеян на частном захоронении в Покантико Хиллс, штат Нью-Йорк. По другим данным была похоронена на кладбище Rockefeller Family Cemetery городка Слипи-Холлоу.